# Cindy Lima
Cindy Lima, née le 21 juin 1981 à Barcelone, est une joueuse de basket-ball espagnole. 

## Biographie
Après plusieurs saisons à Ros Casares Valencia en Espagne, l'internationale espagnole rejoint à l'été 2011 le club français de Pays d'Aix Basket 13.
À l'été 2012, elle contribue à la qualification de l'équipe espagnole pour l'Euro 2013, puis elle rejoint le club turc de Tarsus, qui dispute l'Euroligue, où elle retrouve son équipière d'Aix, la lettone Liene Jansone. Elle quitte le club début novembre déçue de son faible temps de jeu (1,5 points et 3 rebonds en 12 en deux rencontres d'Euroligue et sur 17 minutes en championnat, 2 points et 6 rebonds.).
Elle joue le début de saison 2012-2013 à Tarsus en jouant deux rencontres d'Euroligue pour un total de 3 points et 6 rebonds en 25 minutes de jeu cumulées, puis signe en février 2013 à Seat-Szese Győr.
En 2013-2014, elle joue 11 rencontres pour le club espagnol de CB Conquero, pour des statistiques de 6,0 points et 7,7 rebonds, puis signe pour 2014-2015 avec le club slovaque SBS Ostrava.

## Équipe nationale
En septembre 2014, elle est la dernière coupée de la sélection espagnole devant disputer le championnat du monde 2014.

## Palmarès
- Euro Junior 1998 – Bursa (Turquie).
- Euro 2007 – Chieti (Italie).
- Euro 2009 - Lettonie.
- Mondial 2010 – République Tchèque.
- Euro 2013 – France
- Médaille d'or au championnat d'Europe 2013 en France